# Френк Бухзер
Френк Бухзер (нім. Frank Buchser; 15 серпня 1828 — 22 листопада 1890) — швейцарський художник і мандрівник.

## Ранні роки
Народився в місті Фелдбруннен-Сан Ніклаус, Швейцарія, кантон Золотурн. Мав просте походження, його батько та мати були селянами-фермерами. Батьки віддали його в учні до майстра музичних інструментів (котрий виготовляв органи та клавесини). Юнак водночас почав навчатися малюванню і живопису, його вчителем був художник Генріх фон Аг (1802—1858).

## Навчання в Римі
1847 року в нього зміцніло бажання стати художником і він відправився в Італію. В Римі, би заробляти на життя, влаштувався у Швейцарську гвардію по охороні папи римського та Ватикану. Водночас він не полишав художніх вправ і виклопотав собі право навчатися у римській Академії св. Луки. 1848 року він залишив Рим і приєднався до вояків Джузеппе Гарібальді.

## Навчання і подорожі по Європі
Він покинув Італію і в період 1849—1850 років навчався в Парижі, а потім перебрався у Антверпен, де працював у 1850-1852 роках. До 1853 року працював у Іспанії, що надзвичайно збагатило його досвідом і новими враженнями.

## Праця в Сполучених Штатах. Афроамериканці
В Сполучені Штати він відбув у 1866 р. Його привабила можливість заробити гроші на створенні портретів громадських та військових діячів. Офіційно він мав завдання створити картину примирення у США, але для офіційної установи в столиці Швейцарії, котра теж пережила громадянську війну через міжконфесійний конфлікт між католиками та протестантами. Військовий конфлікт у США мав зовсім інший характер.
Серед творів цього періоду — парадний портрет генерала Вільяма Текумзе Шермана. Спілкувався художник і з емігрантами-швейцарцями, що оселились у США (Джон Саттер та інші).
Але далися екзотичні ознаки розбурханої реальності Сполучених Штатів, що важко виходили з громадянської війни. В країні розпочалися реформи. Аби залучити на власний бік негритянське населення південних штатів, столичні політики північних штатів скасували рабство та рабовласництво, чим суттєво підірвали економіку південних штатів, переважно сільськогосподарських і без розвиненої промисловості, зосередженої на півночі країни. Розпочався масовий перехід афроамериканців на північ США. Залучення афроамериканців до військового і громадянського життя йшло через надзвичайний спротив агресивно-консервативних білих мешканців. На появу афроамериканців у військовому та громадянському житті жваво відгукнувся і швейцарський художник. В творчості західноєвропейського майстра це була нова і надзвичайно цікава тема.
Не схильний і раніше ідеалізувати напівфеодальну реальність країн Західної Європи ХІХ століття та цілком середньовічну реальність арабських країн, він цілком реалістично підійшов і до відтворення життя та побуту афроамериканців, цих «забутих» мешканців країни. Серед творів цього періоду або пов'язаних з цим періодом — «Аскеза і розкоші життя для небагатьох» на західноєвропейську тематику, «Пісня про страждання Мері Блейн», «Така солодка, як кавуни», «Афроамериканський художник-початківець». Картина «Повернення афроамериканця-волонтера з громадянської війни» стане програмним твором швейцарського художника американського періоду.
Жебракуючі і неприбрані, в подертому одязі, щойно залучені до нового періоду життя, афроамериканці на картинах художника справили приголомшливе враження на тогочасну публіку, котра була головним споживачем мистецтва і живопису у США і орієнтувалась лише на приємні, побутові твори, бажано безсюжетні і безтривожні. Про картини з афроамериканцями доволі точно висловився один з небагатьох аналітиків-критиків зі США, котрий писав про майже лякаючий реалізм швейцарця, здатного бачити більше, ніж будь-який художник у Сполучених Штатах о ту пору.

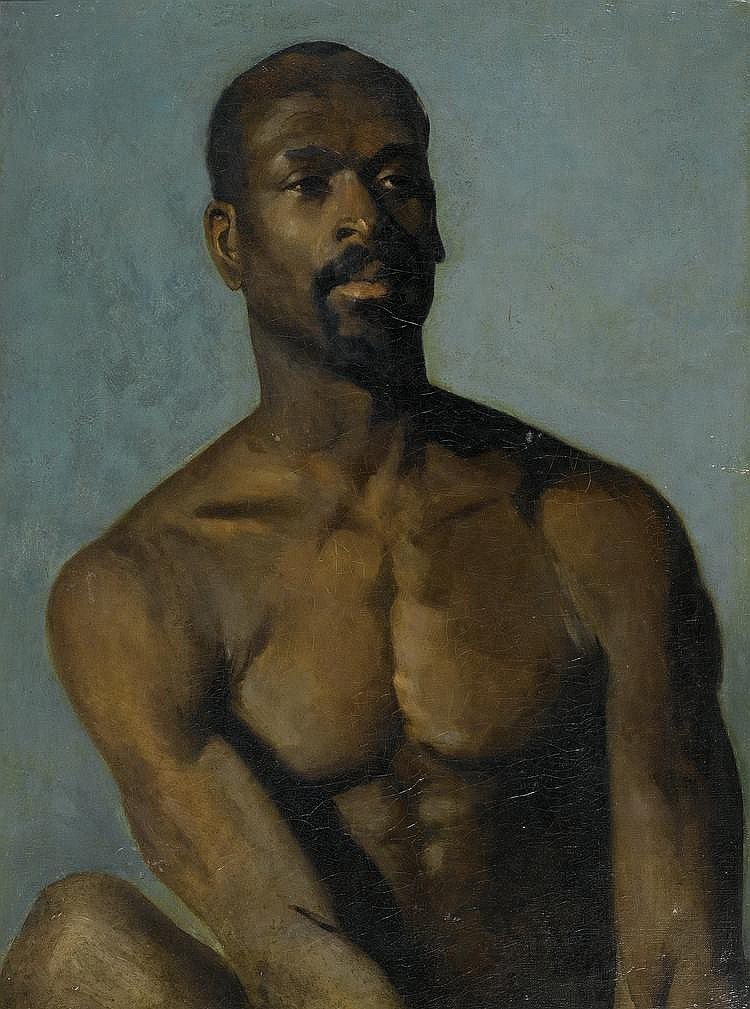
Френк Бухзер. «Штудія фігури афроамериканця»
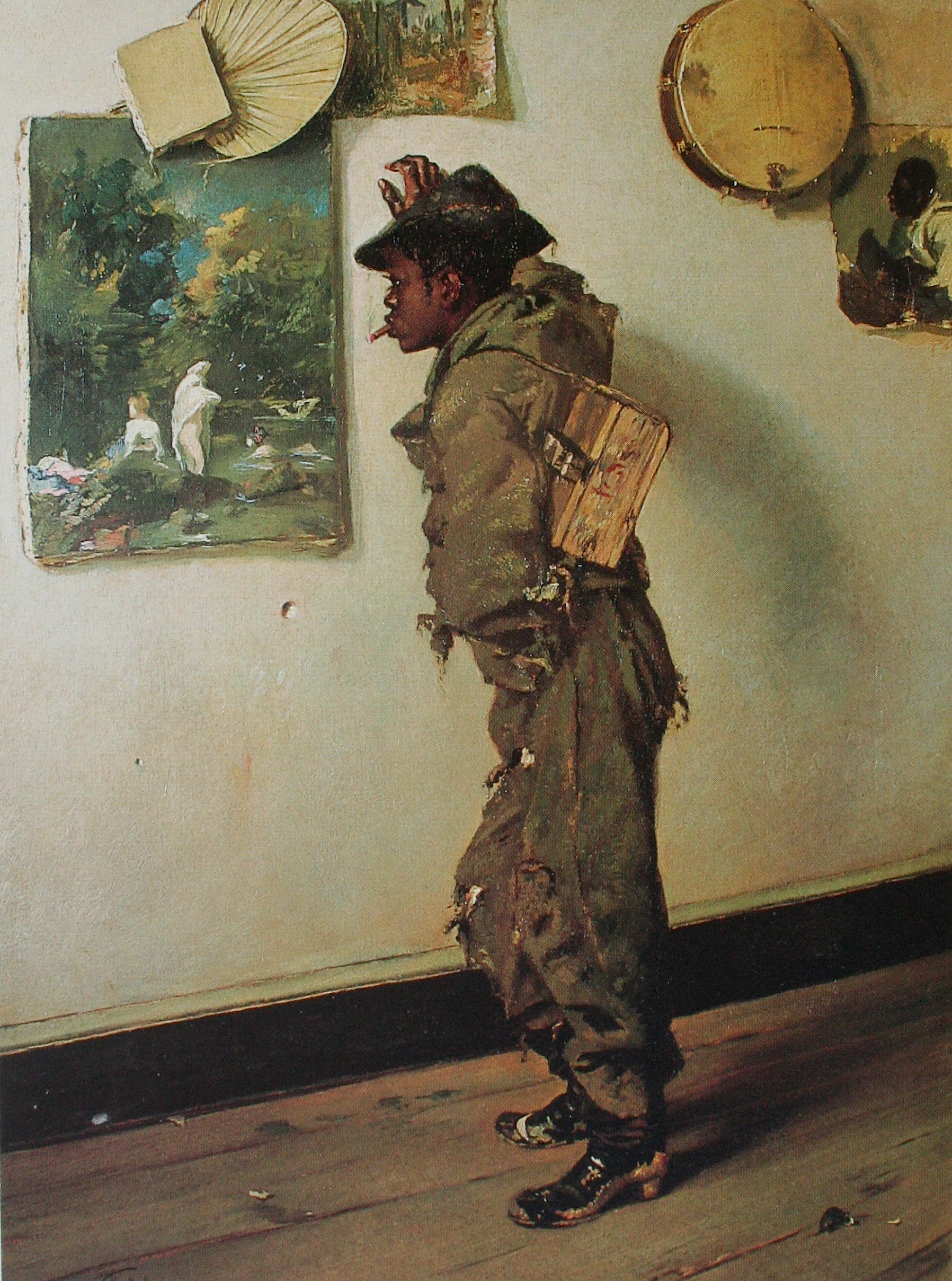
Френк Бухзер. «Афроамериканець художник-початківець»
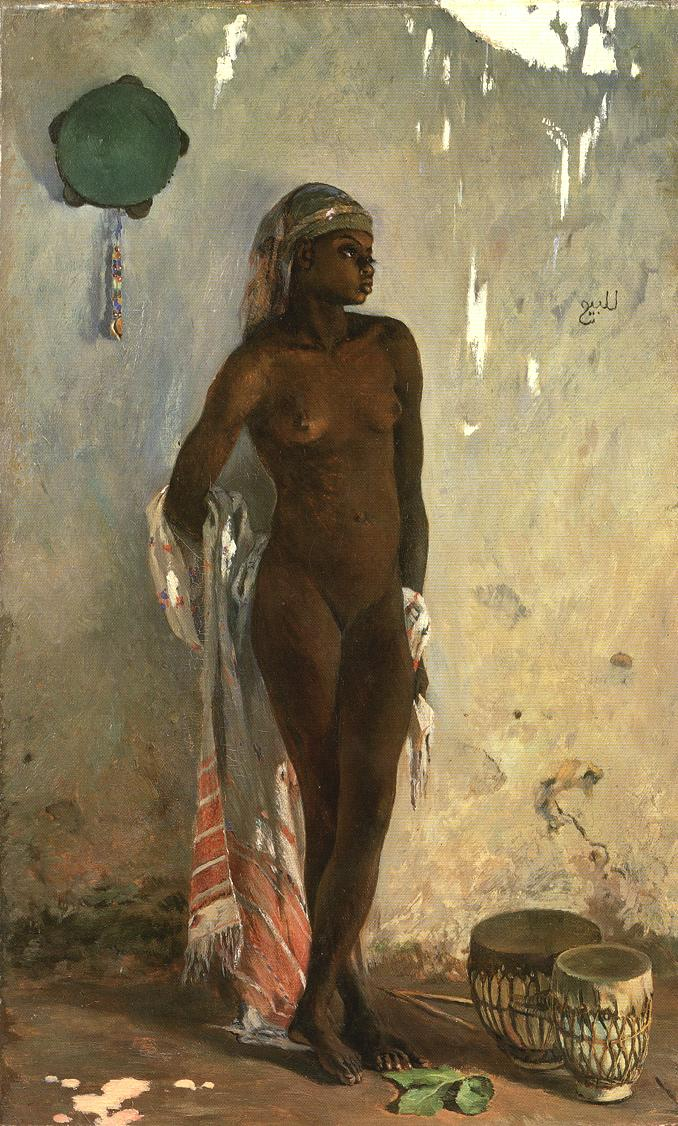
Френк Бухзер. «Ню» або «Африканка-рабиня»

## Щоденник і вивчення творчості художника
Про декотрі сторінки життя швейцарського художника (особливо періоду праці у США) дізнались з його щоденника.
На кінець ХХ ст. продовжувалось повільне вивчення творчості художника. Схильність митця до демократичних сюжетів в картинах з персонажами низьких суспільних станів (фермерів, мандрівних музик, жебраків, маргіналів, викинутих з життя) призвела до звинувачень в друкованій літературі у авантюризмі.
Серед тих, хто вивчав твори художника, Готфрід Волчлі (1899—1960). Повного переліку творів художника не існувало. Його творче надбання окреслюють в одну тисячу картин олійними фарбами, серед котрих лише приблизно триста (300) із закінченими сюжетами. Всі інші — численні ескізи, замальовки, малюнки різної художньої вартості (як і у більшості художників).

## Обрані твори

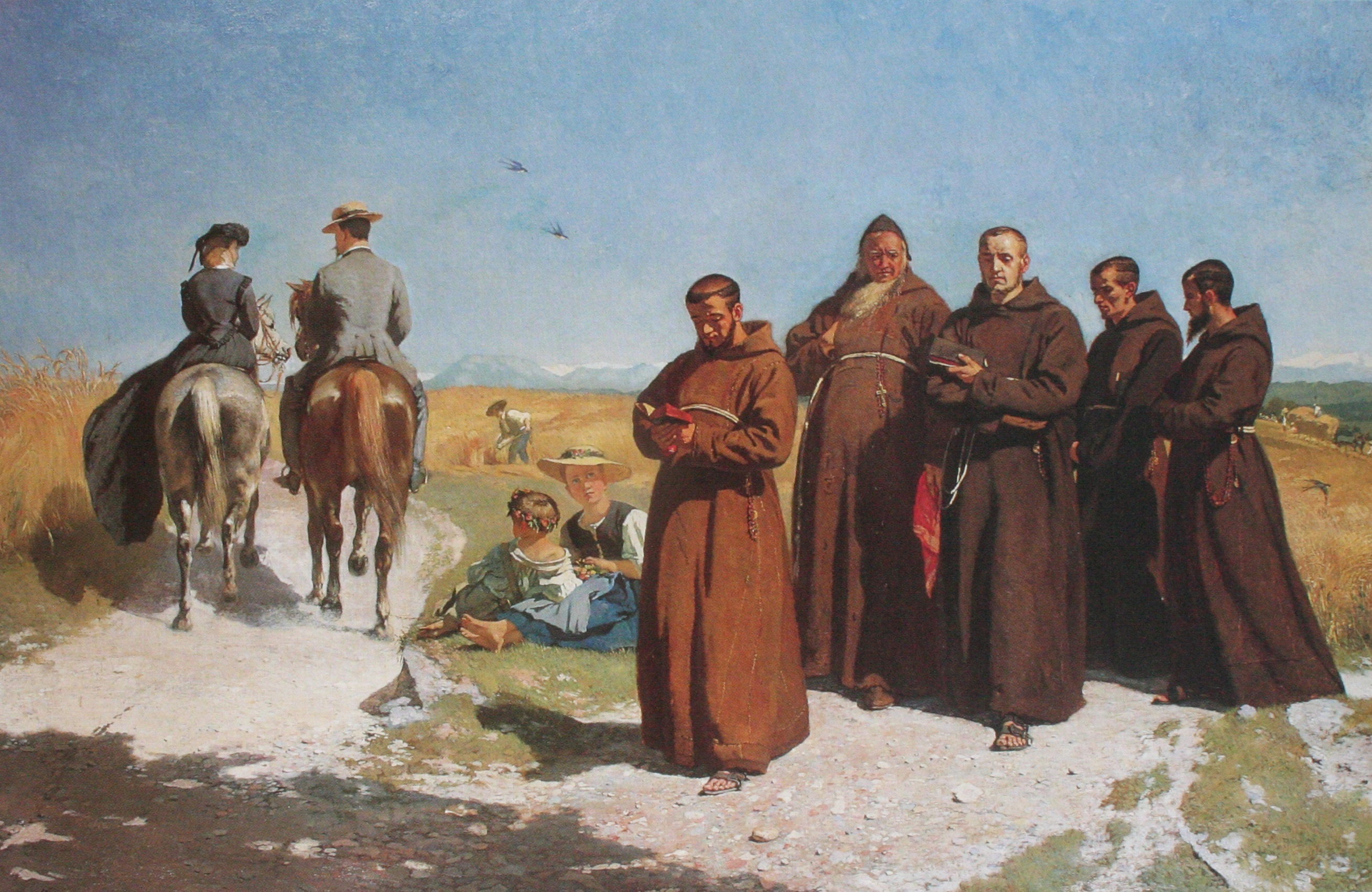
Френк Бухзер. «Аскеза і розкоші життя для небагатьох», 1865 р.

- «Автопортрет з рукою на грудях», 1852 р.
- « Два приятелі перед портретом невідомого», 1853 р.
- «Іспанська танцівниця»
- «Солодке дозвілля», 1857 р.
- «Вулиця у місті Фес», 1858 р.
- «Повернення додому гірським шляхом», 1859 р.
- «Томас Хоувелл та його син Тимоті», 1861 р.
- «Пані художниця під парасолькою», 1862 р.
- «Бідні мандрівні музи́ки в Іспанії», 1862 р.
- «Три мандрівні музики, що просять милостиню», 1862 р., другий варіант
- « Іспанський безхатько»
- «Аскеза і розкоші життя для небагатьох», 1865 р.
- «Портрет Іди Фішер», 1865 р.
- "Йоган Август Шуттер ", 1866 р.
- «Мандрівний цирк у місті Вудсток», 1867 р.
- «Халупка афроамериканців у Вірджинії»
- «Повернення афроамериканця-волонтера з громадянської війни», 1867 р.
- «Генерал Вільям Текамсе Шерман»
- «Генерал Роберт Едвард Лі»
- «Вільям Каллен Байант» (1868 р.), поет зі Сполучених Штатів
- «Джон Харт в офіційному вбранні мера»
- «Річка Сент Мері», 1868 р.
- «Така солодка, як кавуни», бл. 1869 р.
- «Стара Вірджинія, США», 1870 р.
- «Бедуїн біля річки»
- «Сценка з іспанською танцівницею»
- «Портрет Петера Борена», 1873 р.
- «Портрет Бенджаміна Бруннера», 1875 р.
- «Портрет мулатки», 1875 р.
- «Афроамериканський художник-початківець», 1878 р.
- «Портрет Майкла Вейтлі», 1879 р.
- «Італієць з волинкою на узбережжі»
- «Старий жебрак в Гранаді»
- «Милосердя двох чорниць»
- «Штудія фігури афроамериканця»
- «Пастух, привабливий як божество», 1882 р.
- «Пастух в тірольському вбранні»
- "Портрет юнака в полі "
- «Портрет Генрі Таубла»
- «Рейдер, що сховався у хащах»
- «Індіанці в кущах»
- «Пейзаж з кафедральним собором (у Англії)»
- «Пейзаж з деревами біля шляху»
- "Зайці на схилі пагорба ", недатовано
- «Дівчина марокканка», 1880 р.
- «Дервіш в пустелі», 1880 р.
- «Пісня про страждання Мері Блейн», 1880 р.
- «Ринок у місті Танжер», 1880 р.
- «Пастушка», 1881 р.
- «Портрет невідомого з острова Корфу», 1883 р.
- «Жіноча модель, художник і критик», 1888 р.

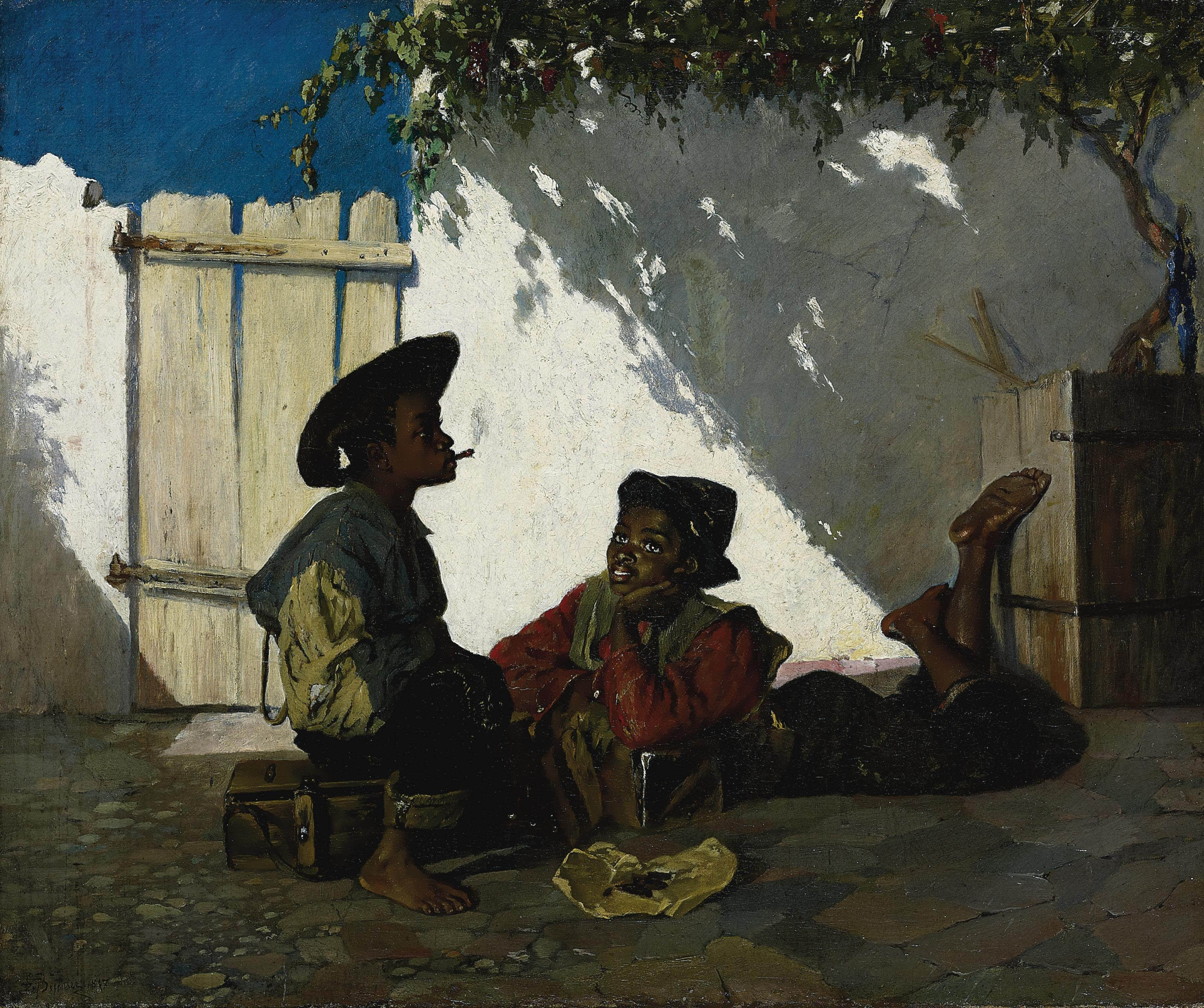
Френк Бухзер. « Солодке дозвілля», 1857 р.
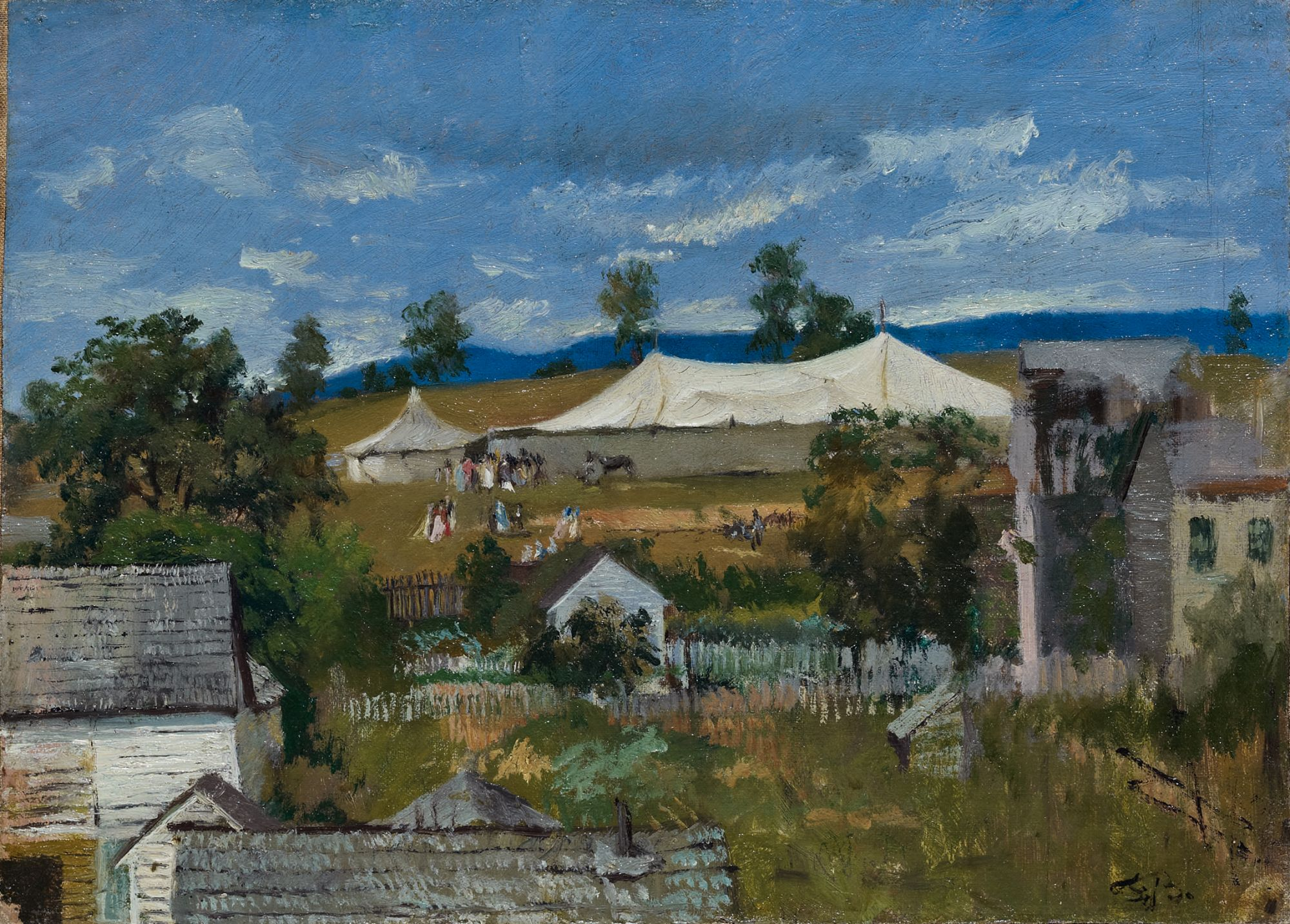
Френк Бухзер. «Мандрівний цирк у місті Вудсток», 1867 р.
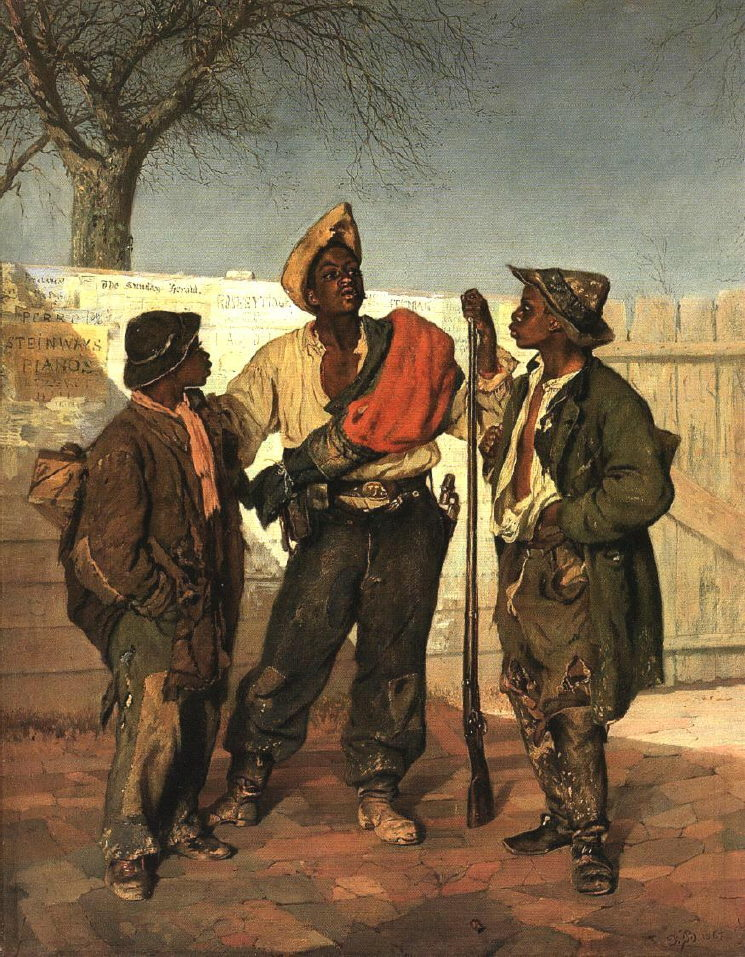
Френк Бухзер. «Повернення афроамериканця-волонтера з громадянської війни », 1867 р.
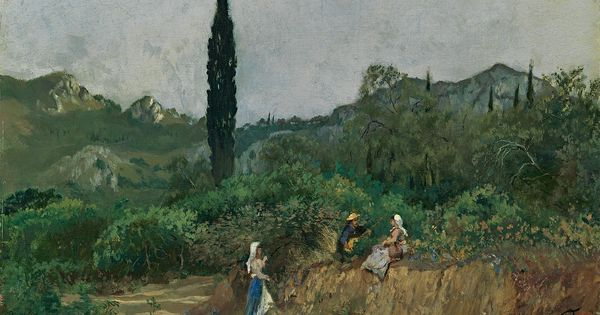
Френк Бухзер. «Оливи біля Олімпії», 1885 р., Художній музей (Вінтертур)
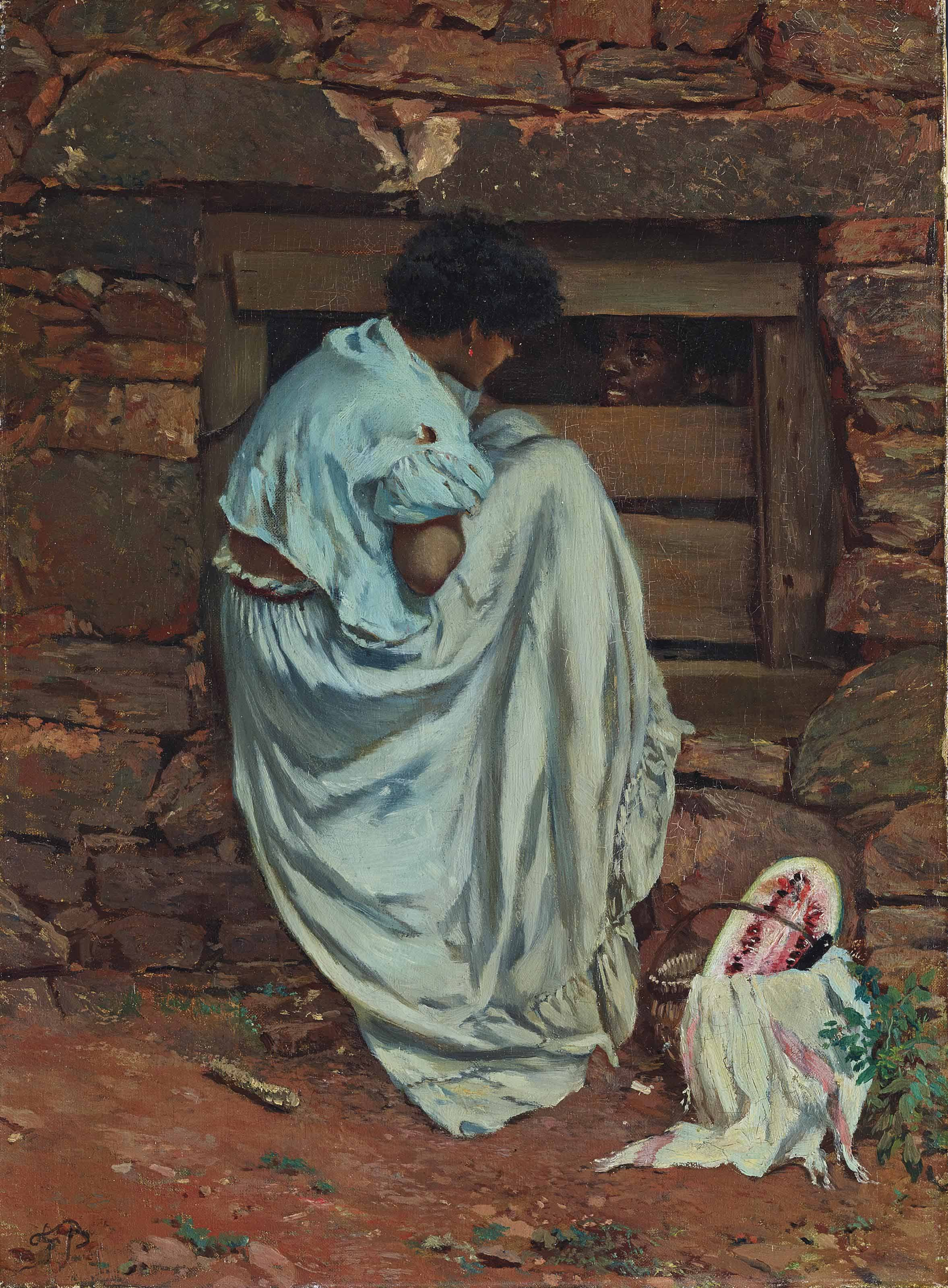
Френк Бухзер. «Така солодка, як кавуни» (Відвідини в'язня), бл. 1869 р.
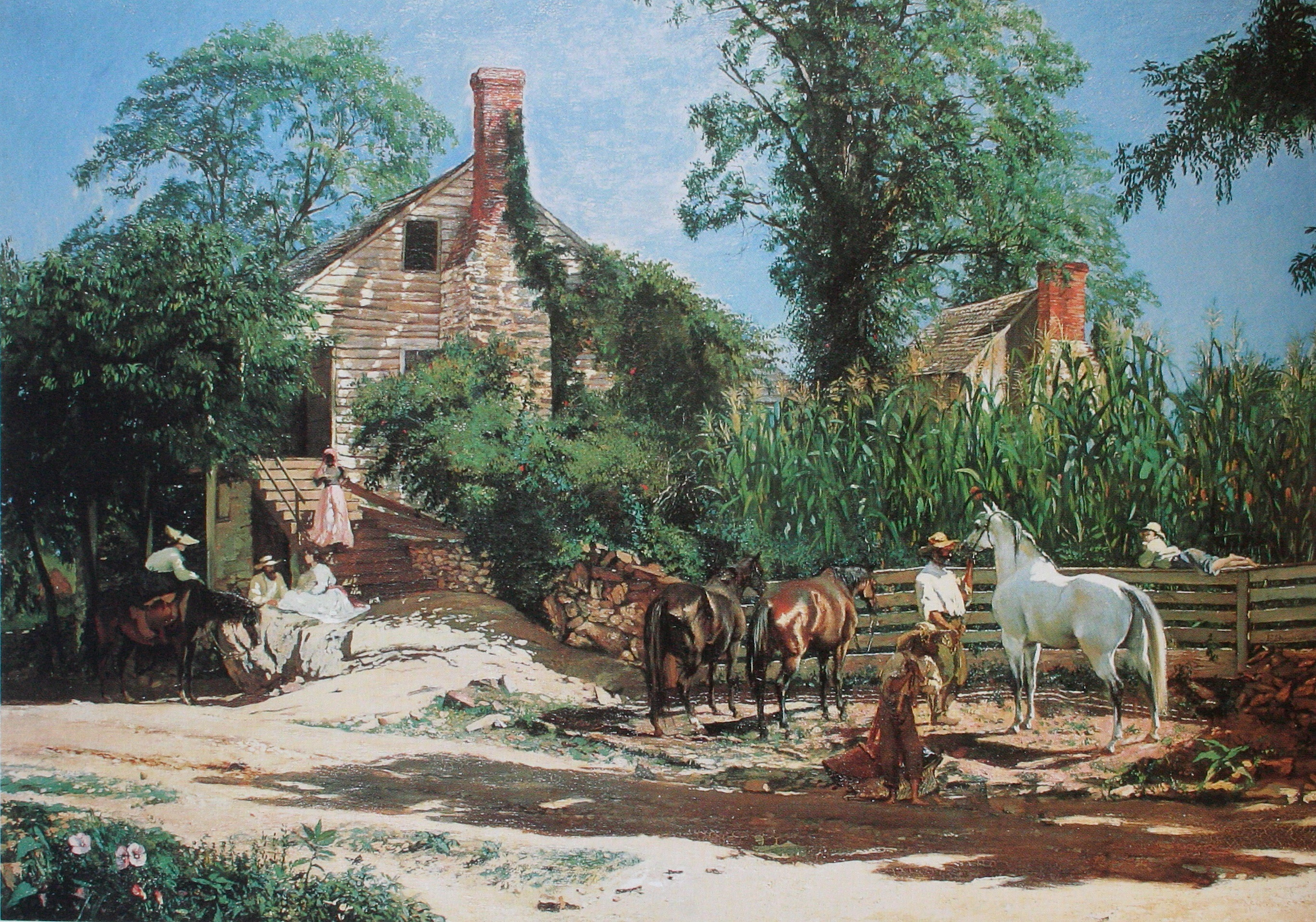
Френк Бухзер. «Стара Вірджинія, США», 1870 р.
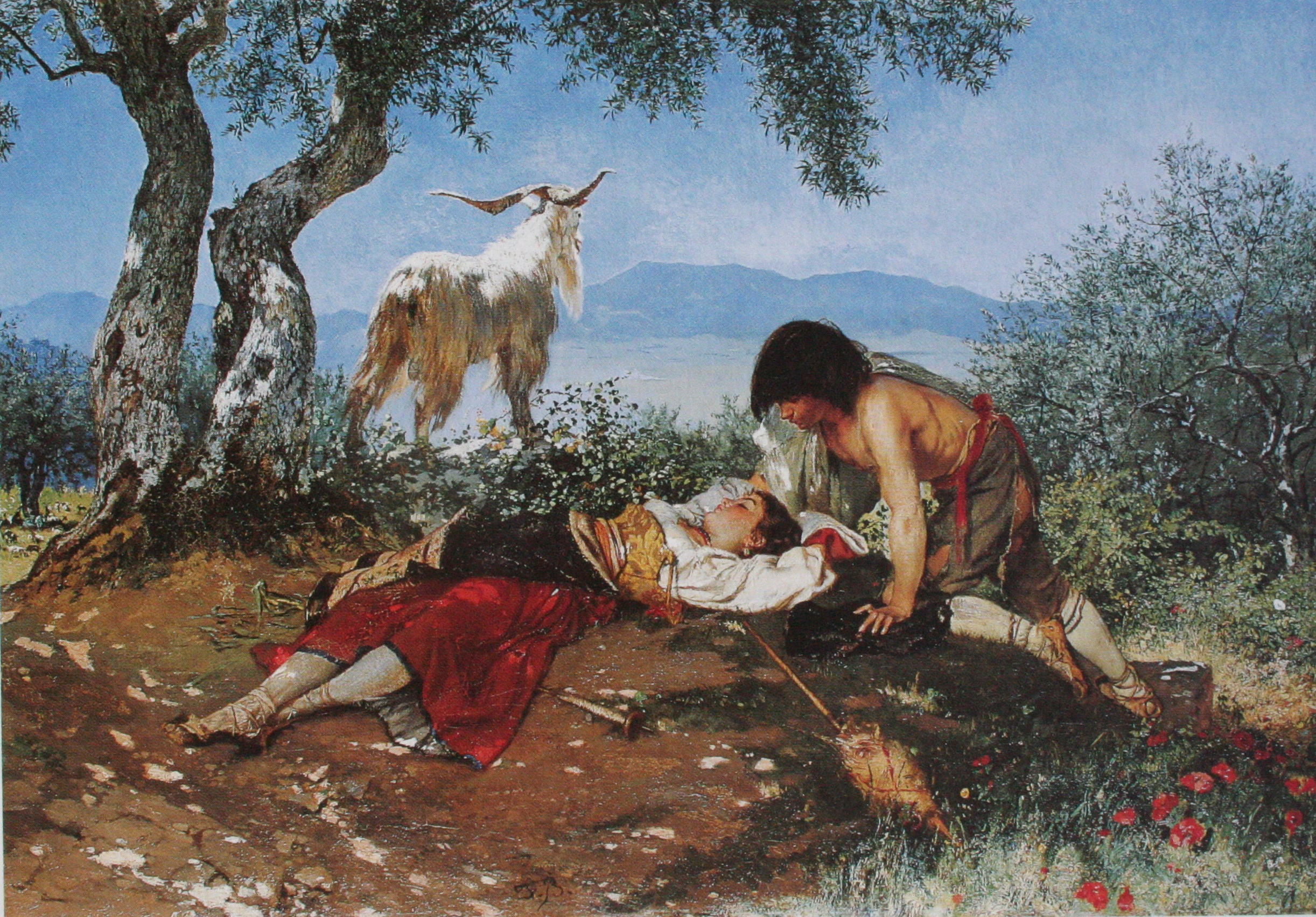
Френк Бухзер. «Поцілунок», 1878 р.
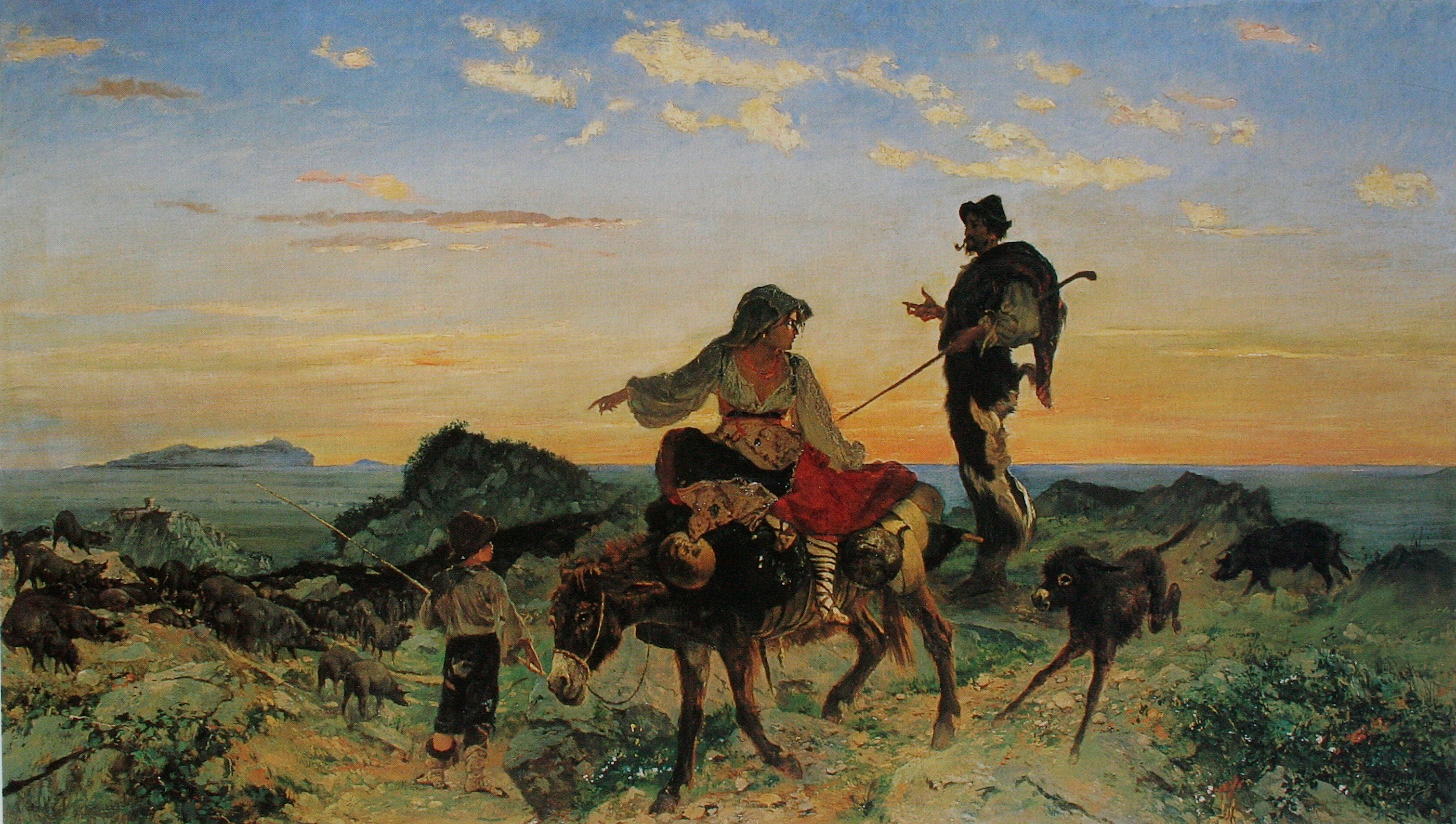
Френк Бухзер. «Пастух, привабливий як божество», 1882 р.
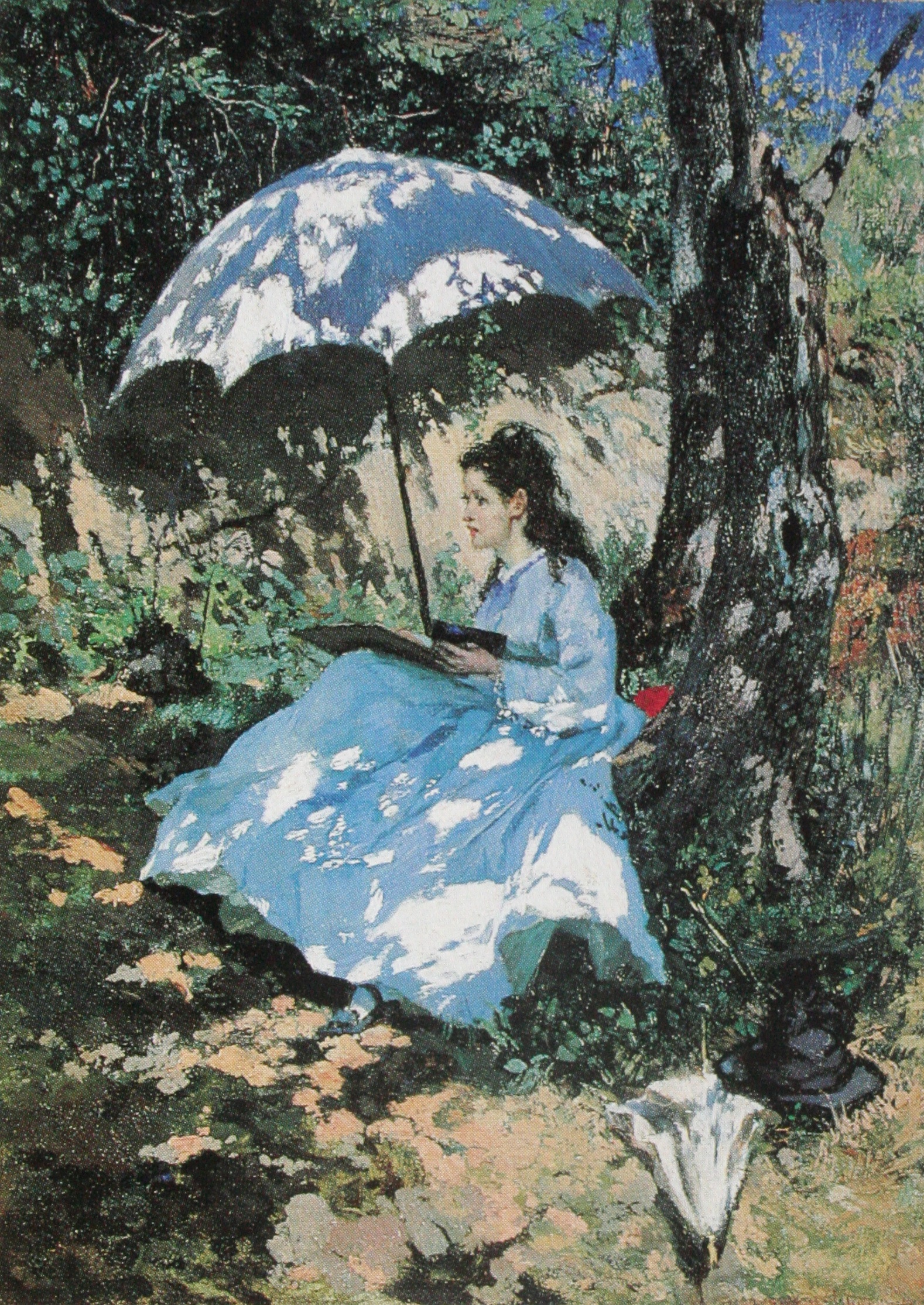
Френк Бухзер. «Пані художниця під парасольою». 1862 р.
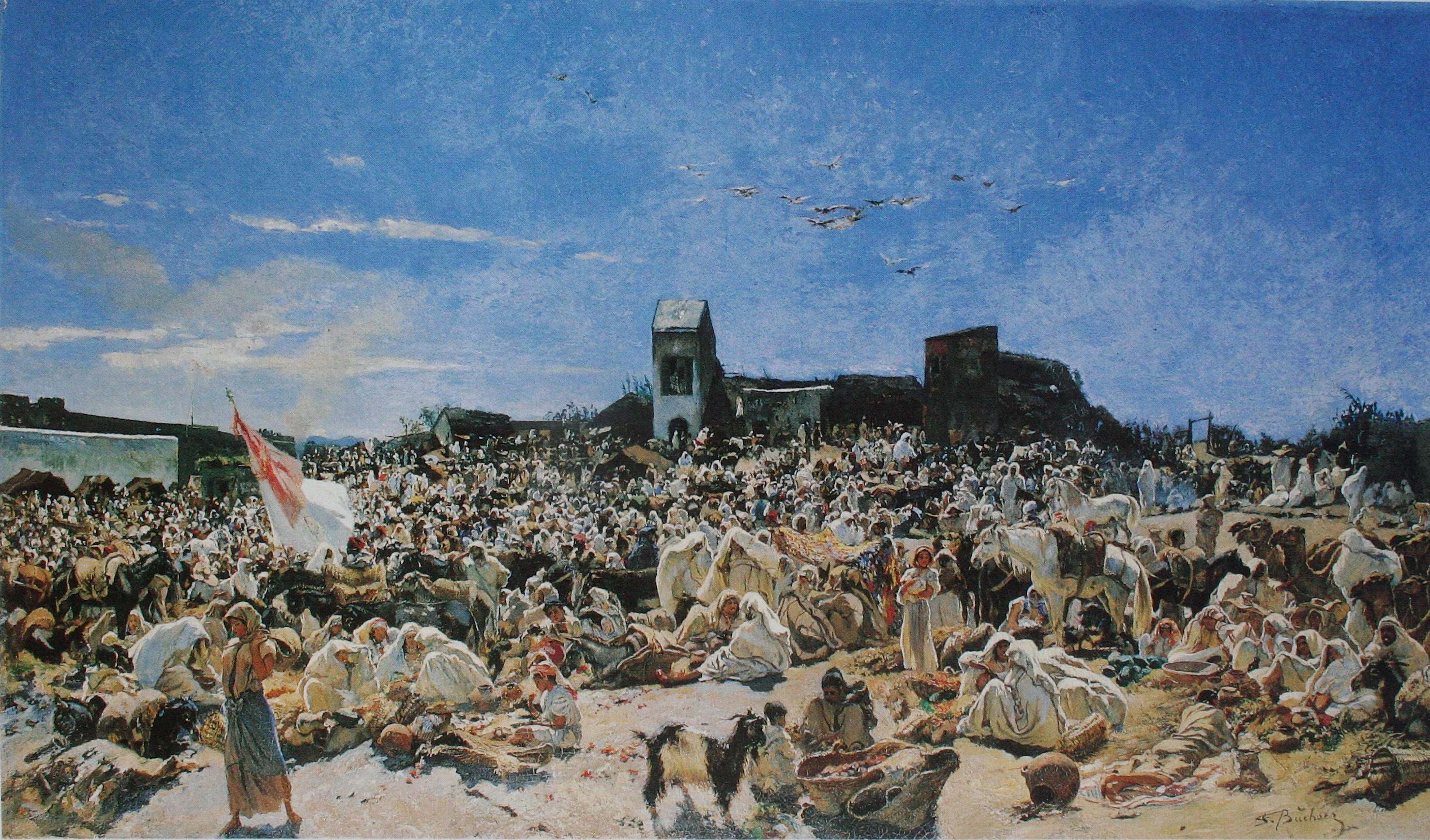
Френк Бухзер. «Ринок у місті Танжер». 1880 р.
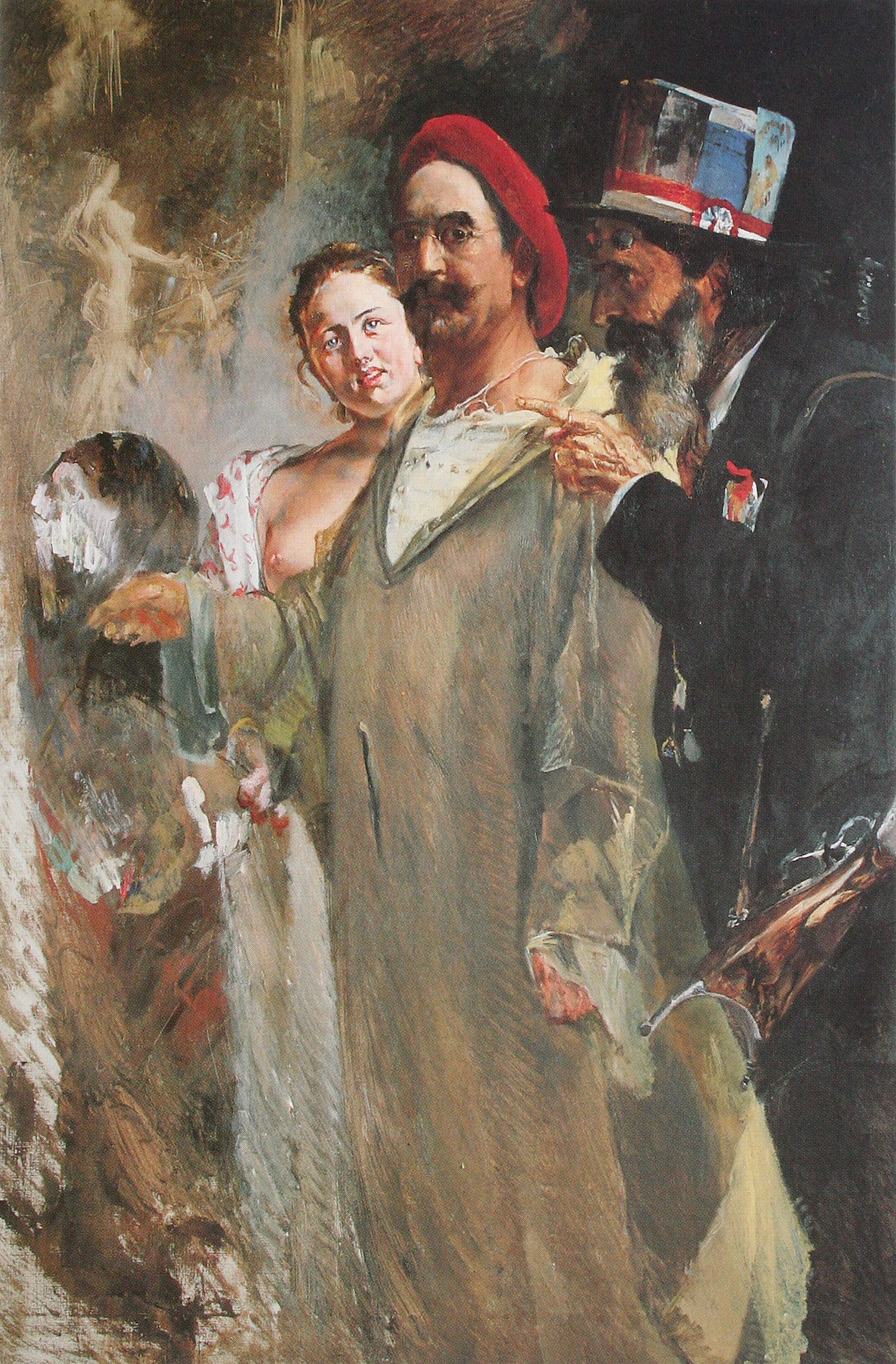
Френк Бухзер. «Жіноча модель. художник і критик», 1888 р.

### Портрети

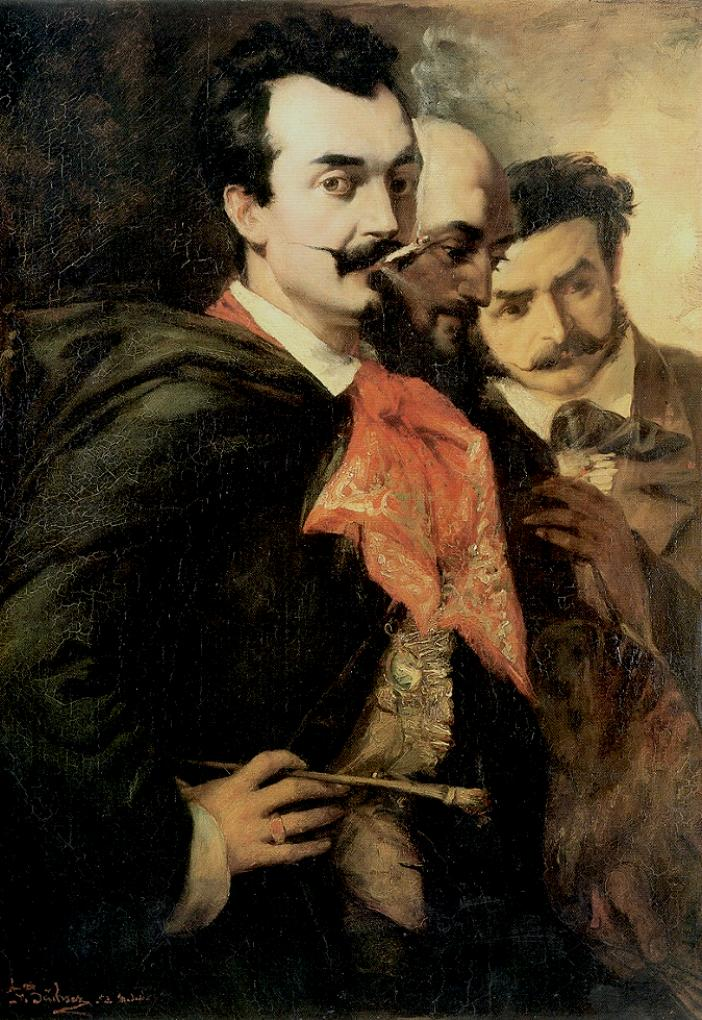
Френк Бухзер. « Два приятелі перед портретом невідомого», 1853 р.
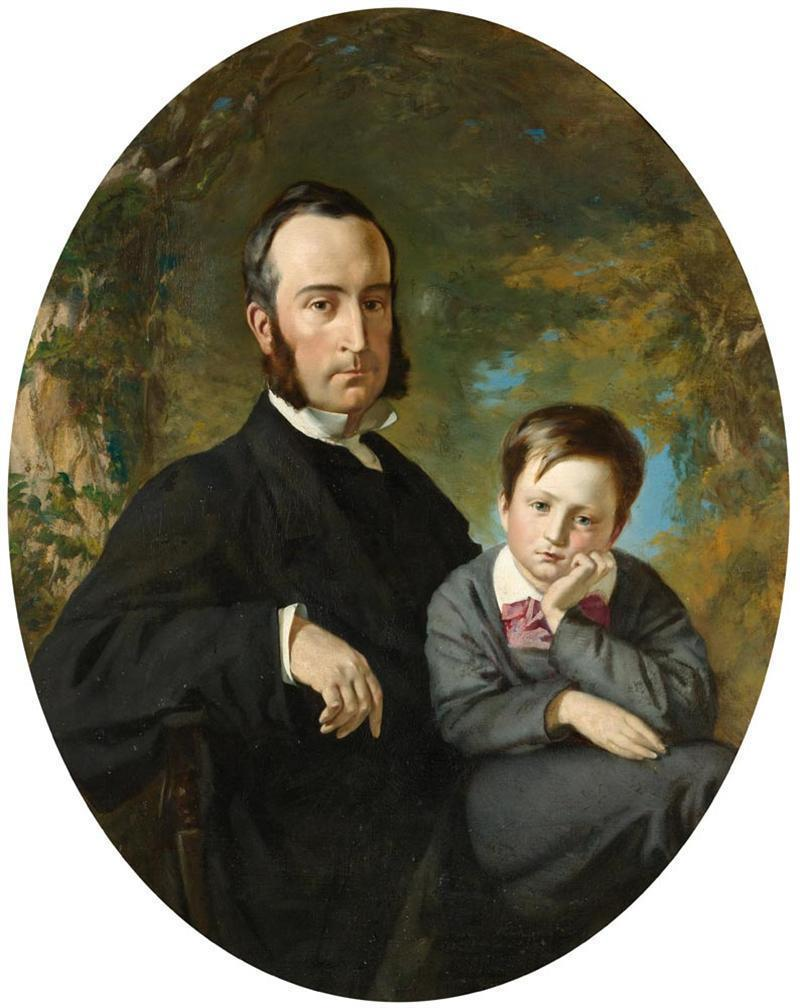
Френк Бухзер. «Портрет Томаса Хоупвелла з сином Тимоті», 1861 р.
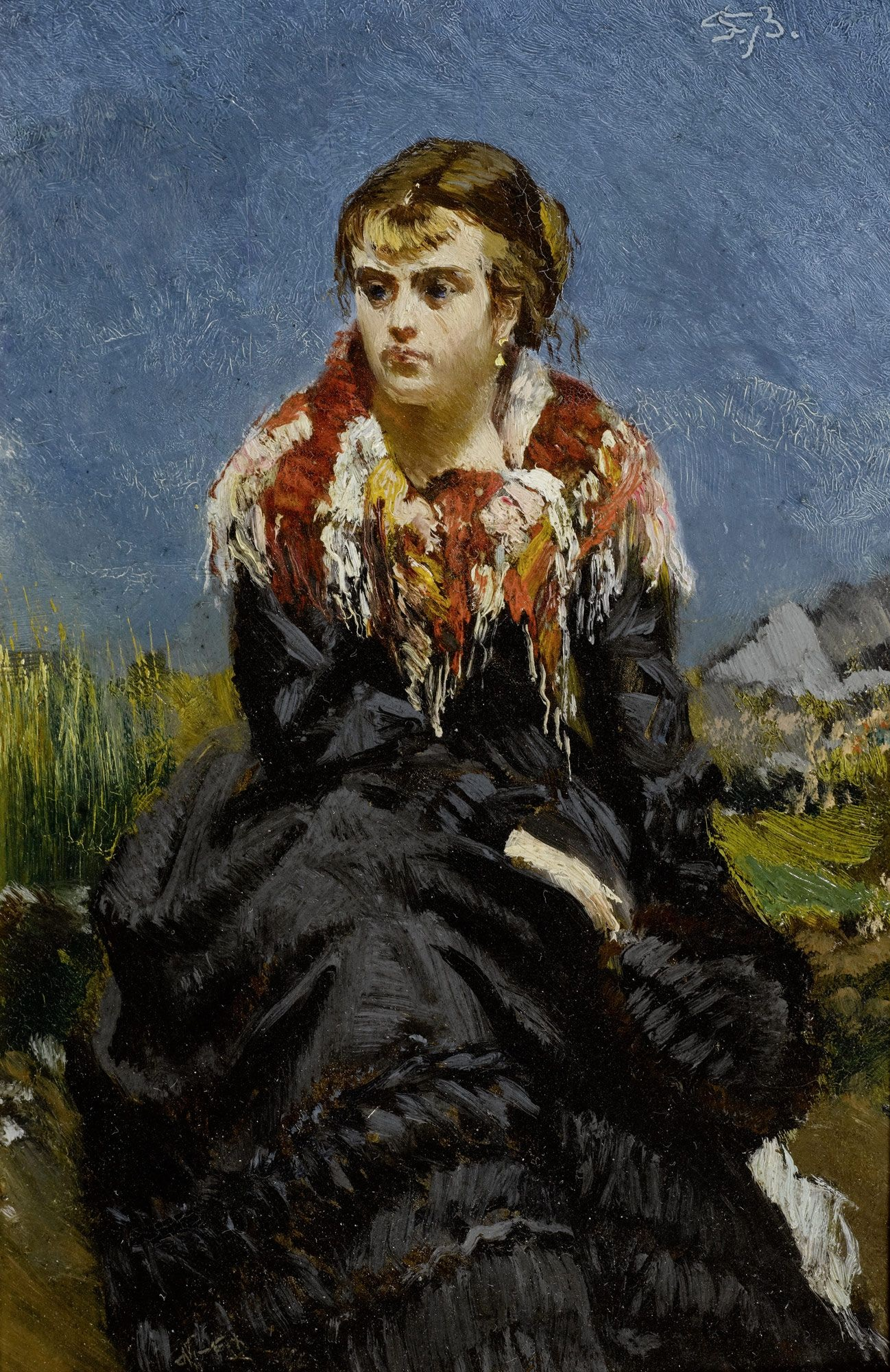
Френк Бухзер. «Портрет молодички», 1868 р.
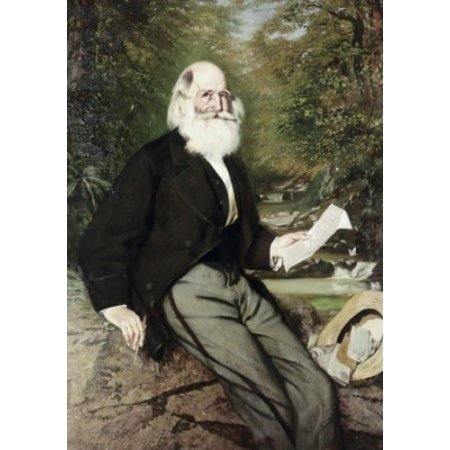
Френк Бухзер. «Поет Вільям Каллен Брайант», 1868 р.
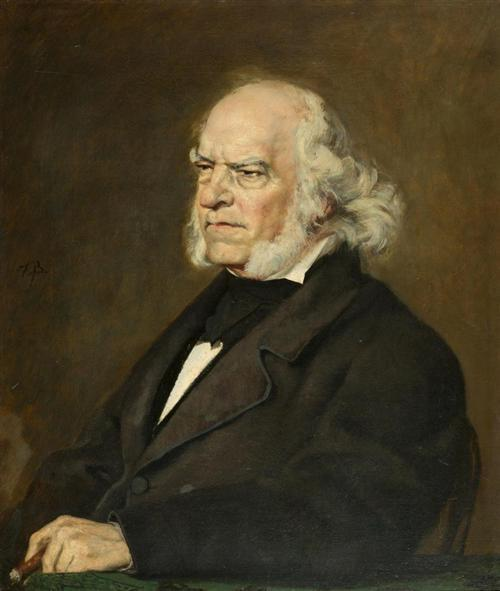
Френк Бухзер. «Портрет Петера Борена», 1873 р.
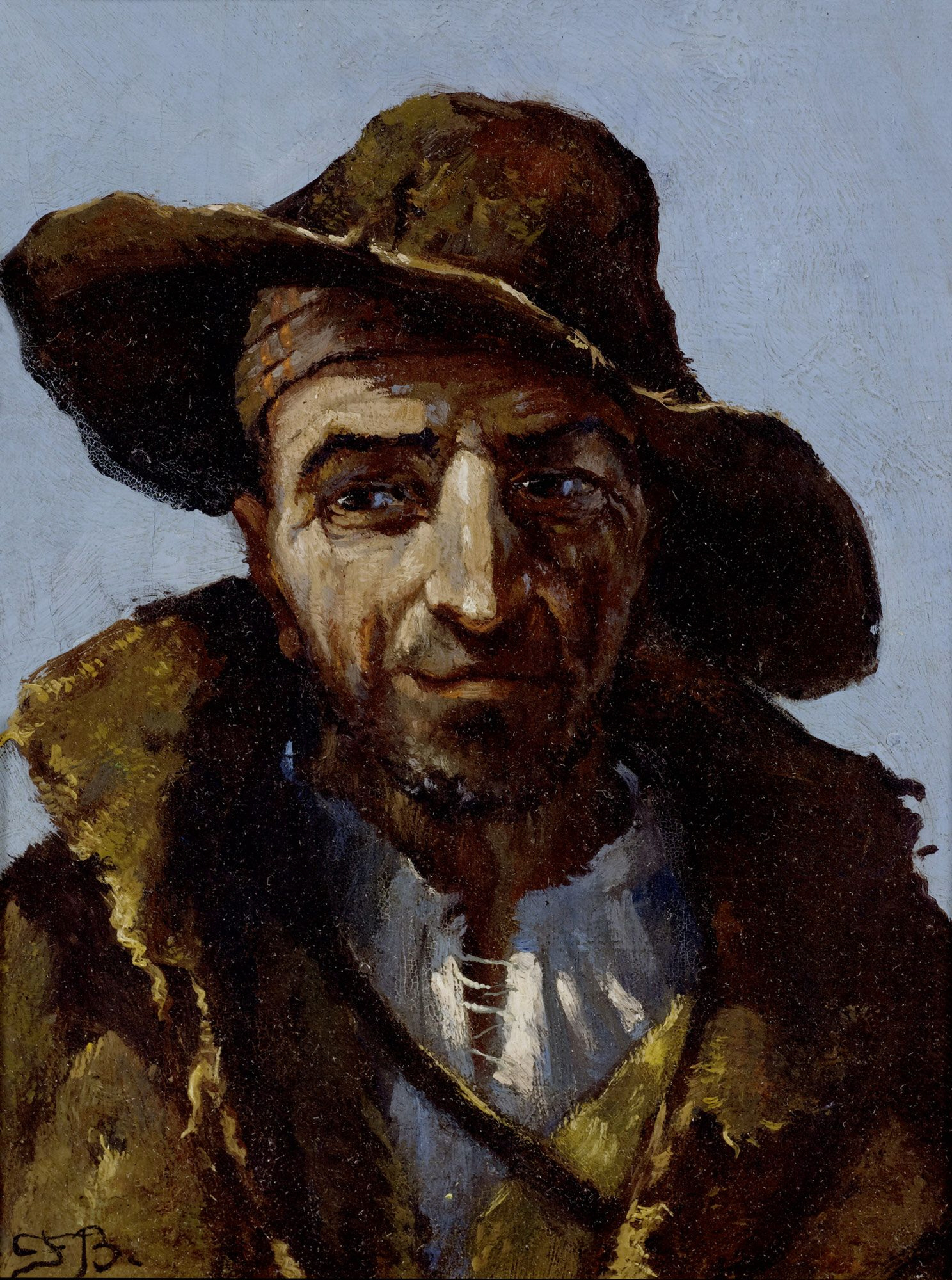
Френк Бухзер. «Літній селянин», недатовано